# 圣吉姆-德拉普拉纳
圣吉姆-德拉普拉纳是西班牙加泰罗尼亚莱里达省的一个市镇。 总面积12平方公里，总人口179人（2001年），人口密度15人/平方公里。